# Пам'ятник Камолу Худжанді (Худжанд)

Пам'ятник Камолу Худжанді в Худжанді

Пам'ятник Камолу Худжанді в Худжанді — пам'ятник таджицькому середньовічному (XIV століття) поетові-лірику, майстру газелей Камолу Худжанді в таджицькому місті Худжанді, де він народився.

## Загальні та історичні дані
Пам'ятник розташований у середмісті Худжанда — на майдані Зірки Худжанда.
Пам'ятник Камолу Худжанді в Худжанді був встановлений у 1996 році з нагоди святкувань 675-річчя від дня народження поета в Таджикистані. Автор — художник-скульптор К. Н. Надиров.
У 1997 році аналогічний пам'ятник того ж автора був встановлений у Тебрізі (Іран) на місці поховання поета.

## Опис
Пам'ятник Камолу Худжанді являє собою бронзову сидячу фігуру поета заввишки 3,5 метрів, встановлену на постаменті-брилі, що є імпровізованим місцем сидіння. Обличчя поета звернене на місце його народження убік заходу сонця. Задля створення образу сильної людини, духовно багатої, такої, що бачила світ, скульптуру поета свідомо зробили босоніж.
Поет стоїть між імпровізованими крилами, що вивищуються на 5,5 метрів, які є уособленням святості людини, і водночас натхнення і творчої енергії.
Пам'ятник доповнений стилобатом і сходами. Загальна площа меморіальної території, присвяченої Камолу Худжанді, становить 1000 м².